# Maritime Professional Hockey League
Maritime Professional Hockey League, eller Maritime Provinces Hockey Association, var en kanadensisk professionell ishockeyliga verksam från 1911 till 1914. Lagen i ligan kom uteslutande från kustprovinserna Nova Scotia och New Brunswick.
Två av mästarlagen från MPHL, Moncton Victorias säsongen 1911–12 samt Sydney Millionaires säsongen 1912–13, utmanade NHA:s mästarlag Quebec Bulldogs om Stanley Cup i varsitt dubbelmöte. Quebec Bulldogs vann dock enkelt båda gångerna med siffrorna 9-3 och 8-0 mot Moncton Victorias samt med 14-3 och 6-2 mot Sydney Millionaires.
Tre spelare som spelade i MPHL skulle efter spelkarriären komma att väljas in som ärade medlemmar i Hockey Hall of Fame. Tommy Smith och Jack Walker spelade varsin säsong för Moncton Victorias och George McNamara representerade Halifax Crescents under en säsong.

## Historia
MPHL hade sina rötter i Maritime Hockey League, en amatörliga verksam i Nova Scotia under det tidiga 1900-talet. Lagen från den ligan utmanade om Stanley Cup två gånger men gick vinstlösa från båda dubbelmötena mot varsitt lag från Montreal. I mars 1900 förlorade Halifax Crescents mot Montreal Shamrocks med siffrorna 2-10 och 0-11 och i december 1906 förlorade New Glasgow Cubs mot Montreal Wanderers med siffrorna 3-10 och 2-7.
Ligan blev professionell 1910 och kallade sig då först för Interprovincial Professional Hockey League. 1911 ombildades ligan till Maritime Professional Hockey League, MPHL. Efter säsongen 1913–14 ombildades ligan igen till Eastern Professional Hockey League, EPHL. EPHL lade ner verksamheten i februari 1915 efter att ha krympt till endast två lag.

## Lagen
- Halifax Crescents – 1911–1914
- Halifax Socials – 1911–1914
- Moncton Victorias – 1911–1913
- New Glasgow Cubs – 1911–1913

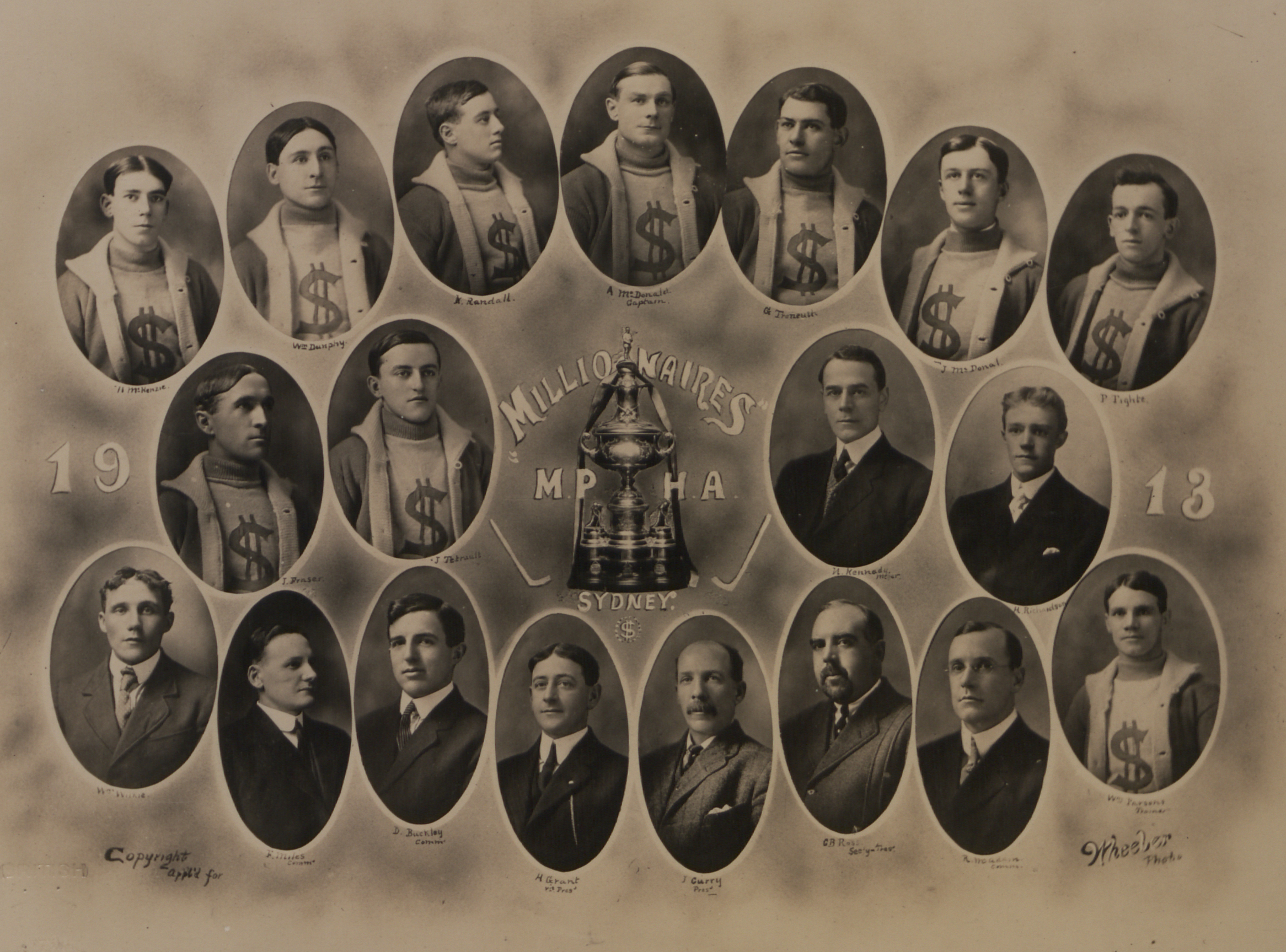
Sydney Millionaires mästarlag från säsongen 1912–13.

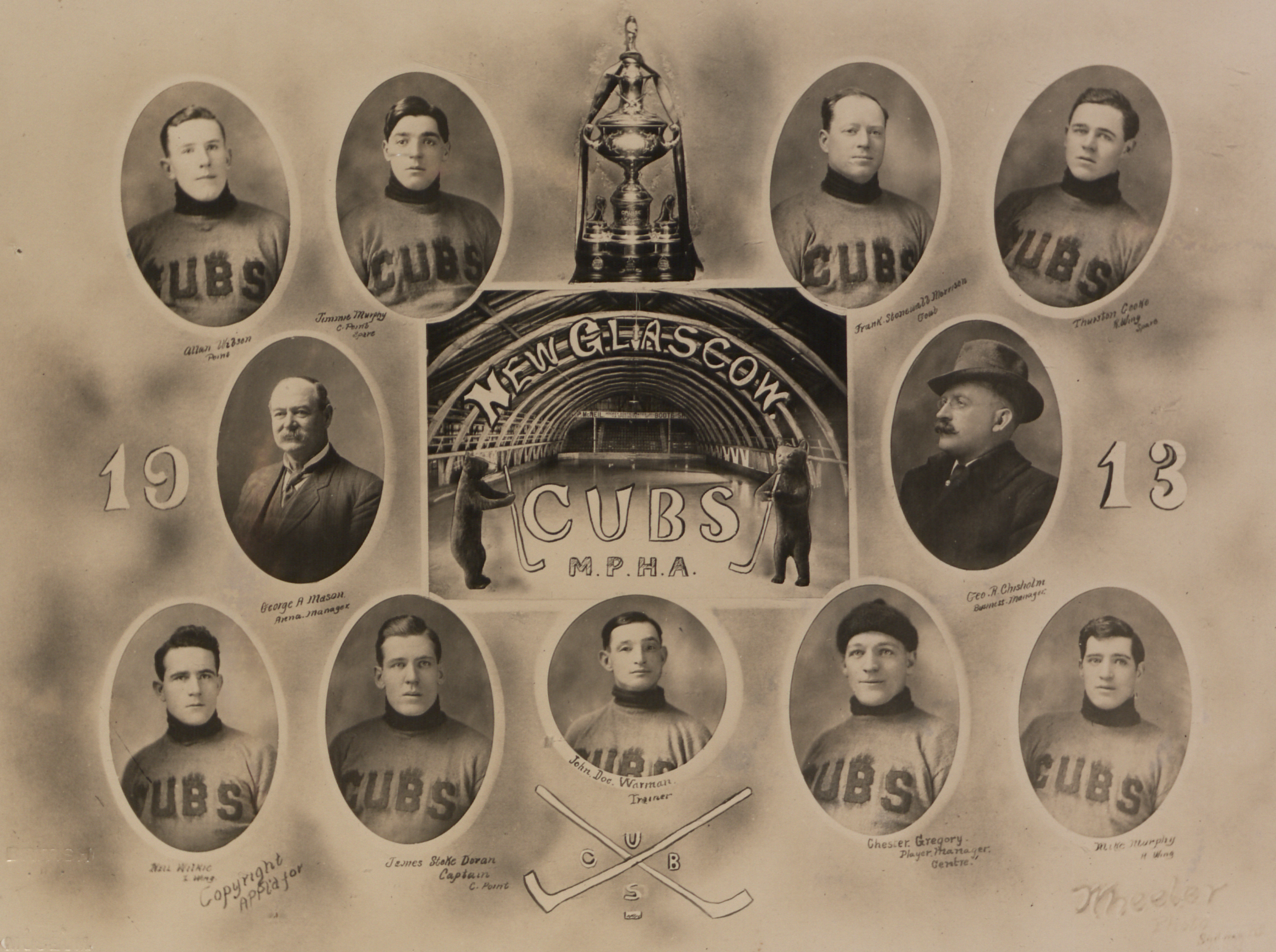
New Glasgow Cubs säsongen 1912–13.

  - New Glasgow Black Foxes – 1913–1914
- Sydney Millionaires – 1912–1914

## Säsonger
M = Matcher, V = Vinster, F = Förluster, O = Oavgjorda, GM = Gjorda mål, IM = Insläppta mål, P = Poäng

### 1911–12
|                   | M  | V  | F  | O | GM  | IM  | P  |
| ----------------- | -- | -- | -- | - | --- | --- | -- |
| Moncton Victorias | 18 | 12 | 6  | 0 | 106 | 80  | 24 |
| New Glasgow Cubs  | 18 | 10 | 8  | 0 | 108 | 80  | 20 |
| Halifax Socials   | 18 | 7  | 11 | 0 | 100 | 126 | 14 |
| Halifax Crescents | 18 | 7  | 11 | 0 | 94  | 122 | 14 |

### 1912–13
|                     | M  | V  | F  | O | GM | IM | P  |
| ------------------- | -- | -- | -- | - | -- | -- | -- |
| Sydney Millionaires | 16 | 11 | 5  | 0 | 71 | 60 | 22 |
| New Glasgow Cubs    | 16 | 10 | 6  | 0 | 89 | 58 | 20 |
| Moncton Victorias   | 16 | 9  | 7  | 0 | 71 | 63 | 18 |
| Halifax Socials     | 16 | 8  | 8  | 0 | 66 | 67 | 16 |
| Halifax Crescents   | 16 | 2  | 14 | 0 | 44 | 95 | 4  |

### 1913–14
|                         | M  | V  | F  | O | GM  | IM  | P  |
| ----------------------- | -- | -- | -- | - | --- | --- | -- |
| Sydney Millionaires     | 24 | 16 | 8  | 0 | 131 | 113 | 32 |
| New Glasgow Black Foxes | 24 | 16 | 8  | 0 | 162 | 117 | 32 |
| Halifax Crescents       | 24 | 12 | 12 | 0 | 108 | 107 | 24 |
| Halifax Socials         | 24 | 4  | 20 | 0 | 97  | 161 | 8  |